# Рафаил Охридски
Рафаил е православен духовник, охридски архиепископ през 1699-1702 година.
Сведенията за архиепископ Рафаил са оскъдни. Преди да заеме охридската катедра е херониски епископ на Крит. Избран е за охридски архиепископ на 8 юни 1699 година, но не по-късно от 1702 година е свален от престола.